# Cache Valley

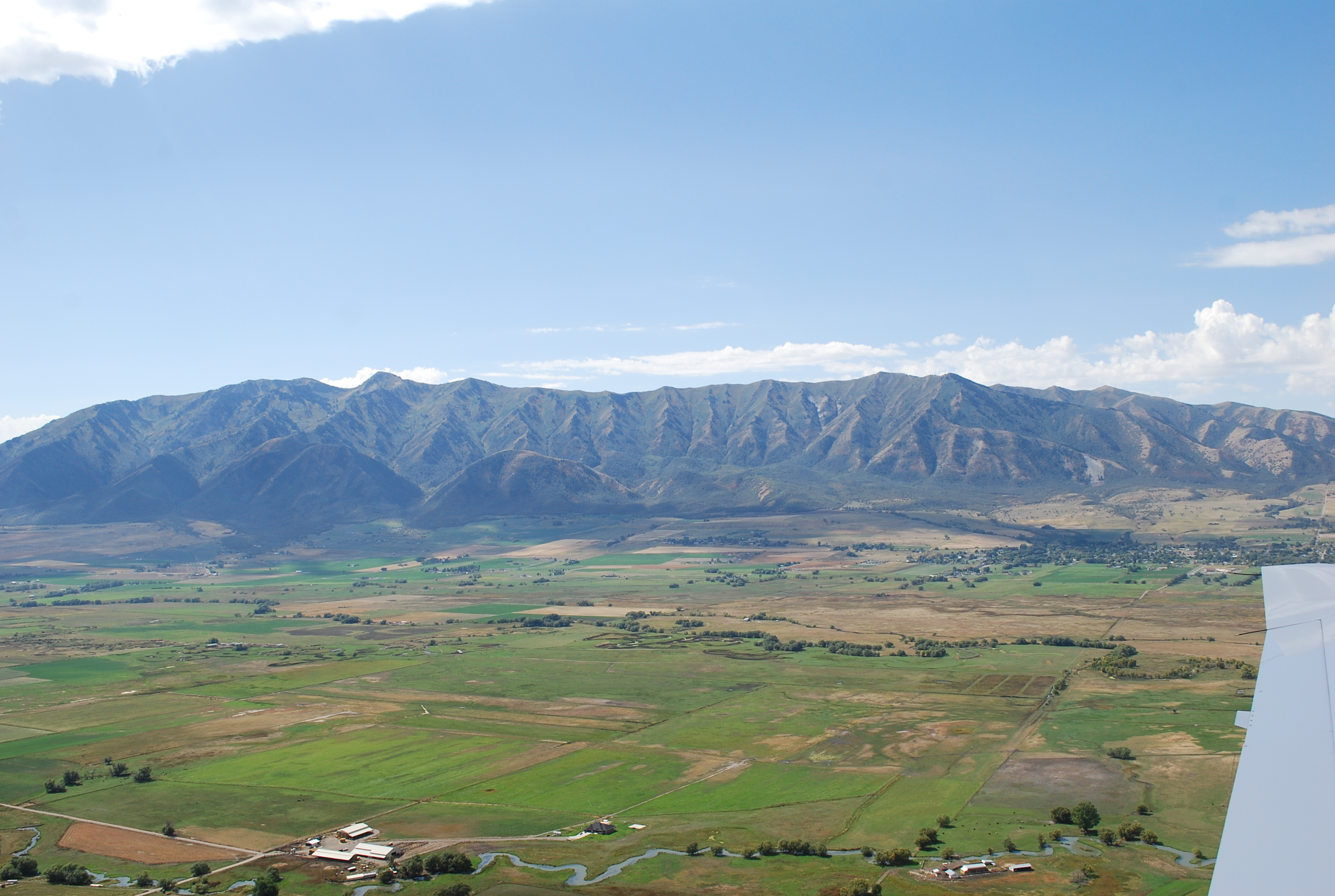
Cache Valley und Wellsville Mountains

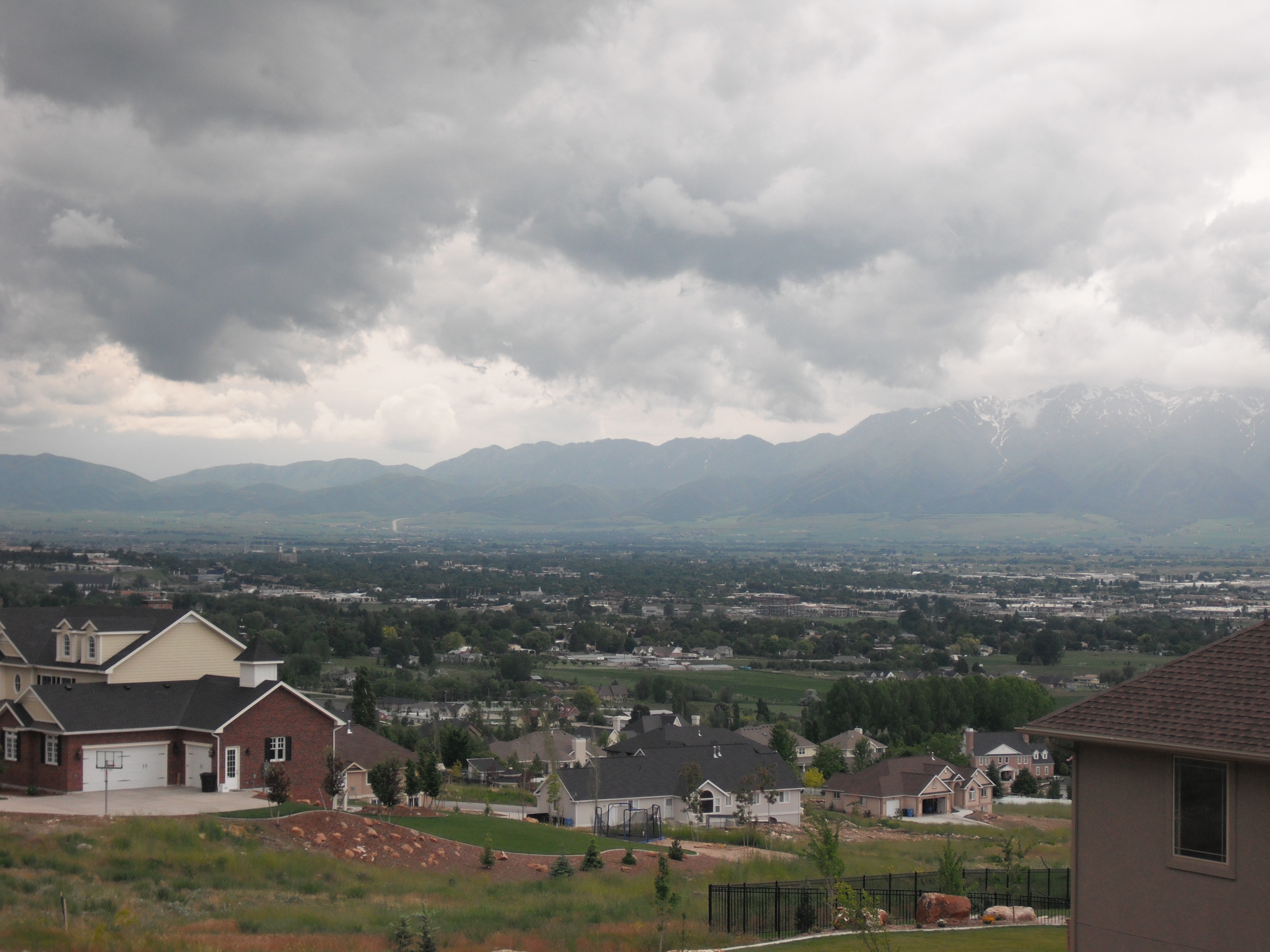
Blick über das Cache Valley von North Logan aus

Das Cache Valley (Cache-Tal) ist ein Tal in den US-Bundesstaaten Utah und Idaho.

## Geografie
Das Cache Valley liegt nordöstlich des Großen Salzsees und erstreckt sich über 50 Meilen (80 km) in Nord-Süd-Richtung zwischen den Wellsville Mountains (Teil der Wasatchkette) und dem Bannock Range im Westen sowie dem Bear River Range im Osten, von Avon (Utah) im Süden bis nach Swanlake (Idaho) im Norden. Das Tal ist zwischen fünf und sieben Meilen (8–11 km) breit und wird von Norden her vom Bear River durchflossen, der das Tal im Westen verlässt und südwestlich in den Großen Salzsee mündet. Der südliche Teil des Tals liegt im Cache County in Utah, der nördliche im Franklin County in Idaho. 
Das Tal wird wegen der guten Wasserversorgung intensiv landwirtschaftlich genutzt. Im Zentrum liegen am Cutler Reservoir ausgedehnte Feuchtgebiete.
Die größten Orte sind Logan und Hyrum in Utah und Preston in Idaho.

## Geschichte
Im Cache Valley siedelten Shoshonen und andere indigene Völker. Der franko-kanadische Trapper Michel Bourdon entdeckte das Tal um 1818 während einer Expedition des Pelzhändlers Donald McKenzie für die Pacific Fur Company. Zunächst nannten die Trapper das Tal „Willow Valley“, wegen der vielen Weiden, die hier wuchsen.
Das Tal wurde 1826 für das zweite der jährlichen Rendezvous der Mountain Men genutzt. Viele Trapper, die in der Region, weit über das Tal hinaus, arbeiteten, kamen von der Hudson’s Bay Company, der North West Company und der Rocky Mountain Fur Company. Der Name „Cache Valley“ wurde von den Verstecken (englisch/französisch cache) der Trapper und Pelzhändler abgeleitet, die ihre Versorgungsgüter und Handelswaren in dieser Region versteckten, um sie vor Diebstahl und Beschädigung zu schützen.
In den 1850er Jahren begannen die Mormonen, das Cache Valley zu besiedeln. Nach dem Utah-Krieg 1857–1858, der die Siedleraktivitäten unterbrach, wurde die Ansiedlung 1859 verstärkt wieder aufgenommen. Etliche der Ortschaften im Tal entstanden in dieser Zeit. Um sich gegen Angriffe der indigenen Urbevölkerung zu schützen, gründeten die Siedler eine Minute Men genannte Miliz.
Auf Ersuchen von Siedlern aus dem Cache Valley griffen Truppen der US-Armee am frühen Morgen des 29. Januar 1863 ein Shoshone-Dorf am Zusammenfluss von Bear River und Beaver Creek (heute Battle Creek) an; bei diesem Gefecht am Bear River, das als Bear River Massacre bekannt wurde, wurden mehrere Hundert Shoshonen getötet, darunter viele Frauen und Kinder. Dies ist bis heute das größte Massaker an indigenen Völkern durch die Regierung der Vereinigten Staaten.